# Петровка (Приазовский район)
Петровка (укр. Петрівка) — село,
Шевченковский сельский совет,
Приазовский район,
Запорожская область,
Украина.
Код КОАТУУ — 2324587303. Население по переписи 2001 года составляло 25 человек.

## Географическое положение
Село Петровка находится на расстоянии в 1 км от села Шевченко и в 3-х км от села Новотроицкое.
По селу протекает пересыхающий ручей с запрудой.

## История
- 1922 год — дата основания.